# Agricover

Agricover Holding este o companie din domeniul agribusiness-ului românesc, cu trei subsidiare importante: Agricover Distribution SA, Agricover Credit IFN SA și Agricover Technology SRL una dintre cele mai importante companii cu capital românesc din domeniu. Compania are peste 850 de angajați și un portofoliu de peste  9.949 de clienți (decembrie 2023) .
Grupul Agricover a fost înființat în anul 2000, în urma fuziunii companiilor Comcereal Buzău și Ulvex Buzău.
- Agricover Distribution SA: Această subsidiară se concentrează pe distribuția de inputuri agricole, cum ar fi semințe, îngrășăminte, pesticide și alte produse necesare în practicile agricole moderne. Prin intermediul rețelei sale extinse de distribuție.

- Agricover Credit IFN SA: Această subsidiară oferă servicii financiare specializate pentru sectorul agricol. De la împrumuturi pentru investiții în echipamente și infrastructură agricolă până la soluții de finanțare a sezonului de producție.

- Agricover Technology SRL: Această subsidiară se axează pe inovația și tehnologia aplicată în agricultură. De la sisteme de management al fermelor până la soluții digitale pentru monitorizarea și optimizarea recoltelor.

Număr de angajați în 2015: 850
Cifra de afaceri:
- 2011: 217 milioane euro [4]
- 2007: 70 milioane euro [5]